# منطقه ۶ شهرداری تهران
منطقه ۶ شهرداری تهران یکی از مناطق شهری تهران است. این منطقه از شمال به بزرگراه همت از غرب به بزرگراه چمران از شرق به بزرگراه مدرس و خیابان مفتح و همچنین از جنوب به خیابان انقلاب محدود می‌شود. این منطقه در قسمت مرکزی حوزه مرکزی شهر قرار گرفته است. منطقه شش به لحاظ موقعیت جغرافیایی از سمت شمال به منطقه سه از شرق به منطقه هفت از جنوب به مناطق منطقه ده، منطقه یازده، منطقه دوازده و از غرب به منطقه دو محدود می‌شود. این منطقه از سمت غرب، شرق شمال با سه بزرگراه اصلی تهران یعنی چمران، مدرس، همت و از جنوب به بزرگ‌ترین محور شرقی غربی شهر یعنی خیابان انقلاب محدود شده است. این منطقه به لحاظ هندسی به‌طور تقریبی در مرکزیت کمی مایل به شرق جغرافیایی شهر تهران قرار گرفته است. منطقه شش شامل ۶ ناحیه و ۱۴ محله می‌باشد. مساحت این منطقه ۴۵/۲۱۳۸ وسعت آن ۲۱۳۷ هکتار است.
از مهم‌ترین محله‌های واقع در این منطقه می‌توان به محله‌های جهاد، جمالزاده، سنایی، وصال، امیرآباد، یوسف آباد، بهجت آباد اشاره کرد. بافت این منطقه بیشتر از بخش‌های اداری و تجاری تشکیل شده و به همین جهت این منطقه از دیرباز به عنوان یکی از مناطق درآمدزایی تهران به حساب می‌آید. از مهم‌ترین اماکن و پارک‌ها این منطقه می‌توان به پارک لاله، پارک ساعی، پارک نظامی گنجوی، کلیسای مریم مقدس، موزه هنرهای معاصر و همچنین دانشگاه امیر کبیر، دانشگاه تهران، دانشگاه تربیت مدرس، دانشکده اقتصاد دانشگاه علامه طباطبائی و دانشکده مدیریت خوارزمی… اشاره کرد.

## تاریخچه

### دوره قاجار
سیر تحول تاریخی منطقه شش نشان می‌دهد، دو دروازه دروازه دولت و دروازه یوسف‌آباد از دوازده دروازه شهر در عهد ناصری در جنوب منطقه شش فعلی تهران قرار داشتند. دروازه دولت در تقاطع خیابان انقلاب و شهید مفتح و دروازه یوسف‌آباد در تقاطع خیابان انقلاب و حافظ که متأسفانه در گذر زمان از بین رفته‌اند. آغاز توسعه منطقه شش به لحاظ شهری و ساخت و سازهای مسکونی و تجاری به دوران پهلوی اول بازمی‌گردد. اسناد و مطالعات نشان می‌دهد منطقه شش تا دوران قاجار ناحیه‌ای خوش آب و هوا در قسمت شمالی شهر تهران بوده است. به عنوان نمونه در دوران قاجار در محدوده منطقه شش باغ‌های بزرگی به نام بهجت آباد، نصرت‌آباد، باغ فیشر و باغ شاه وجود داشته که هم اینک بسیاری از آنها تنها نامی را به یادگار گذاشته یا در قالب نام محلات تداعی کننده گذشته نه چندان دور باغات خرم و سرسبز شمال تهران عهد قاجاری و پهلوی اول بودند.

### دوره پهلوی
در اواخر دوره قاجاریه، رشد شهر تهران تا محدوده جنوب منطقه ۶ ادامه یافت. اولین گام‌های شکل‌گیری این منطقه در فاصله سال‌های ۲۰–۱۳۱۰ رقم خورد. این دوران مترادف با روزگار نوسازی و تکوین شهر تهران انگاشته می‌شود. در فاصله سال‌های دهه ده - بیست باروهای ناصری در مسیر خندق شمالی تهران تخریب و خیابان انقلاب (شاه‌رضا سابق) احداث شد. در درون محدوده‌ای که هم اینک مرزهای منطقه شش را تشکیل می‌دهند آبادی‌هایی ییلاقی مانند یوسف‌آباد، امیرآباد، بهجت‌آباد و از دوره قاجاریه وجود داشته است اما ساختار مدرن شهری منطقه به سال‌های آغازین پهلوی اول بر می‌گردد. با این حال تخریب تهران قدیم از ۱۳۰۹ (خورشیدی) آغاز شد. در سال‌های بعد خیابان‌های عریض کمربندی جانشین حصار شدند. در شمال شهر، خیابان شاهرضا (انقلاب فعلی)، در شرق خیابان شهباز (۱۷ شهریور فعلی) در جنوب، خیابان شوش و در غرب، خیابان سی‌متری نظامی (کارگر فعلی).
براساس عکس هوایی سال ۱۳۱۹، آب کرج (بلوار کشاورز) و خیابان کریمخان فعلی منتهی‌الیه شمال شهر تهران و حد شمالی محدوده (منطقه ۶ فعلی) بوده است. خیابان‌های انقلاب، ولی عصر، شریعتی، طالقانی و بلوار کشاورز از جمله خیابان‌هایی هستند که در دوره پهلوی اول رشد و گسترش یافته‌اند. آغاز شکل‌گیری و گسترش منطقه ۶ شهرداری تهران از این دوره شروع گردید. دوران پهلوی اول تا سال ۱۳۲۸ تهران از طرف شمال به امیرآباد، عباس‌آباد و حشمتیه محدود شده است؛ لذا به منظور شناخت مراحل مختلف توسعه منطقه ۶ در دوره پهلوی دوم، روند شکل‌گیری آن را به سه دوره ۱۰ ساله ۱۳۳۵، ۱۳۴۵ و ۱۳۵۵ تقسیم گردیده است.
در دوره اول ۱۰ ساله ۱۳۳۵، محله‌های یوسف‌آباد و امیرآباد تقریباً ساخته شدند، جزء حاشیه شمالی شهر تهران محسوب گردید. از سال ۱۳۳۵ تا سال ۱۳۴۵ آن بخش از محدوده منطقه ۶ که بخشی از محدوده مرکزی شهر بوده متراکم تر گردید و زمین‌های خالی مابین محله یوسف‌آباد و امیرآباد نیز توسعه یافت و خیابان‌های متعددی نظیر فاطمی، مطهری و… شکل گرفتند. در دوره ۱۳۴۵ تا ۱۳۵۵ تحولات شگرفی در توسعه شهر تهران و بالطبع منطقه ۶ به‌وجود آمده است. در این دوره، سه محله اصلی منطقه ۶، یعنی عباس‌آباد، یوسف‌آباد و امیرآباد شکل گرفت. توسعه شهری منطقه بعد از انقلاب اغلب به صورت بافت شهری متراکم و ارتفاعی نیز رشد نمود. به‌طور کلی شروع شکل‌گیری و تبلور فضایی- کالبدی منطقه ۶ از اوایل دوره پهلوی دوم یعنی پس از سال‌های ۱۳۲۰ آغاز می‌گردد.
روند رشد و توسعه کالبدی منطقه ۶ در بستر تاریخی شهر تهران اتفاق افتاده است؛ بنابراین ارزیابی و تحلیل دوره رشد و توسعه شهری منطقه در بستر توسعه شهری تهران قابل بررسی است. با این حال و به شکل مفصل توسعه کالبدی منطقه در چند مرحله صورت پذیرفته که در ادامه به آنها اشاره می‌گردد. شکل‌گیری و گسترش منطقه ۶ شهر تهران با روی کار آمدن پهلوی اول آغاز می‌گردد. در این دوره لبه‌های جنوبی منطقه ۶ با احداث مراکزی مثل: دانشگاه تهران، بیمارستان هزار تختخوابی (بیمارستان امام)، دانشگاه پلی تکنیک (مدرسه فنی)، پارک فرح (پارک لاله) و چندین مرکز دیگر شکل گرفته و به تدریج به سمت شمال رشد می‌کند. براساس عکس هوائی سال ۱۳۱۹، آب کرج (بلوار کشاورز) و خیابان کریمخان فعلی منتهی الیه شمال شهر تهران و حد شمالی محدوده (منطقه ۶ فعلی) بوده است. همچنین بیمارستان امام از دیگر مراکز شاخص منطقه با فاصله کوتاهی از شهر در سمت شمال غربی شهر قرار داشته است. در این دوره لبه جنوب غربی منطقه هنوز شکل نگرفته بود. در دوره پهلوی دوم با امتداد یافتن خیابان‌های پهلوی (ولی عصر)، حافظ، شمیران (شریعتی) به سمت شمال و تشکیل خیابان‌های فرعی دیگری مثل یوسف‌آباد سبب شکل‌گیری محله‌های یوسف‌آباد و امیرآباد گردید.
مراکز اداری زیادی در خیابان تخت جمشید (طالقانی کنونی) به‌وجود می‌آمد و قطب تجاری شهر هنوز بازار بزرگ شد.از سال ۱۳۳۵ تا سال ۱۳۴۵ آن بخش از محدوده منطقه ۶ که بخشی از محدوده مرکزی شهر بوده متراکم‌تر شد. زمین‌های خالی مابین محله یوسف‌آباد و امیرآباد ساخته شد و خیابان‌های فرعی متعددی شکل گرفت که از آن جمله می‌توان به خیابان‌های فاطمی کنونی، خیابان وزرا (شهید خالد اسلامبولی)، خیابان تخت طاووس، خیابان قزل‌قلعه و غیره اشاره نمود. تعداد ادارات دولتی و مراکز تجاری روزبروز بیشتر گردید. امتداد شمال جاده پهلوی نیز مورد استفاده تفریحی قرار گرفت. در این دوره ساختمان مرکزی شرکت ملی نفت در سال ۱۳۴۱ در خیابان تخت جمشید احداث گردید. در دوره ۱۳۴۵ تا ۱۳۵۵ تحولات شگرفی در توسعه شهر تهران و بالطبع منطقه ۶ ایجاد شده است. انجام مطالعات طرح جامع توسعه ۲۵ ساله تهران و به تصویب رسیدن آن در سال ۱۳۴۷ و افزایش قیمت نفت در سال ۱۳۵۲ و … از عوامل تأثیرگذار در گسترش شهر در این دوره محسوب می‌شوند. در این دوره یکی از ساختمانهای عمده نواحی جدید شهر، ساختمان وزارت کشاورزی است که در لبه شمالی بلوار الیزابت دوم (بلوار کشاورز) احداث گردید. بیمارستان شماره یک ارتش، مدرسه عالی بازرگانی، انجمن ایران و آمریکا، هتل میامی، تلویزیون ملی ایران، قصر یخ، آسایشگاه معتادین، هنرستان بنیاد پهلوی، دبستان و دبیرستان سن لوئی، پارک ساعی، پارک فرح، دانشگاه تهران، بیمارستان هزار تختخوابی (امام)، موزه فرش، میدان ولیعهد (ولی عصر) و شرکت ملی نفت ایران از مراکز و ساختمانهای مهم این دوره در محدوده منطقه بوده است.
شبکه اتصالی کلیه نواحی شمالی تهران در حال توسعه بود با قسمت مرکزی شهر از دو خیابان شمیران قدیم و پهلوی مرتبط شد. خیابان پهلوی (ولی عصر) در این دوره دارای عرض متغیری است که رویهم رفته از پنج خط عبور تشکیل شده است. ساختمان‌های موجود در محدوده منطقه در این دوره اکثراً یک تا سه طبقه بوده‌اند و فقط در امتداد خیابان‌های اصلی نظیر خیابان‌های کوروش کبیر (شریعتی)، پهلوی (ولی عصر)، عباس‌آباد (بهشتی) و خیابان فرح (سهروردی) آپارتمان‌های بلندتری به منظور استفاده‌های تجاری بنا شدند. به تدریج تغییر الگوهای رفتاری سبب شکل‌گیری کاربری‌های جدید در شهر و به تبع آن در منطقه شش شد. به عنوان مثال احداث تعدادی کافه و رستوران در امتداد جاده‌های اصلی شهر نتیجه همین تغییر الگوی رفتاری است. یکی دیگر از خصوصیات منطقه در این دوره وجود سفارتخانه‌های متعدد بوده است.

## اطلاعات عمومی
منطقه ۶ از سویی به لحاظ هندسی به‌طور تقریبی در مرکزیت جغرافیایی شهر تهران قرار گرفته و از سوی دیگر به لحاظ موقعیت و همجواری با مرکز ثقل قدیمی شهر، تحت تأثیر اقداماتی که پهلوی اول در خصوص توسعه تهران انجام داد. در این بخش به توضیح دربارهٔ محدوده، جمعیت و وسعت، مزیت و نظایر این پرداخته می‌شود.

### محدوده
منطقه شش شهرداری تهران، از مناطق ۲۲ گانه شهر تهران در قسمت شمالی حوزه مرکزی شهر قرار گرفته است. منطقه شش به لحاظ موقعیت جغرافیایی از سمت شمال به منطقه سه از شرق به منطقه هفت از جنوب به مناطق منطقه ده، منطقه یازده، منطقه دوازده و از غرب به منطقه دو محدود می‌شود. این منطقه از سمت غرب، شرق شمال با سه بزرگراه اصلی تهران یعنی چمران، مدرس، همت و از جنوب به بزرگ‌ترین محور شرقی غربی شهر یعنی خیابان انقلاب محدود شده است. این منطقه به لحاظ هندسی به‌طور تقریبی در مرکزیت جغرافیایی شهر تهران قرار گرفته است.
- منطقه شش به لحاظ هندسی به‌طور تقریبی در مرکزیت جغرافیایی شهر تهران قرار گرفته است. از جهت دیگر به لحاظ موقعیت و همجواری با مرکز صلح و قدیمی شهر یعنی ناحیه بازار تهران، میدان ارگ و توپخانه تحت تأثیر اقدامات پهلوی اول در خصوص توسعه شهر تهران انجام داد.[۲] با انتقال حرکت تدریجی موقعیت مرکز شهر تهران به سمت شمال و شمال غربی از دهه چهل مرکزیت فضایی - فعالیتی پیدا کرد. در این میان احداث نهادهایی مانند وزارت کشاورزی در بلوار کشاورز و نیز تأسیس ساختمان‌های اداری در محورهای طالقانی - ایرانشهر منطقه موقعیت مضاعف مرکزی به خود گرفت. از سویی محورهای استراتژیک ولیعصر و انقلاب به عنوان ستون فقرات اصلی تهران اجرا شد که عملاً استخوان‌بندی کالبدی منطقه را نیز شکل داده است.[۲]

### مساحت و جمعیت
منطقه شش حدود ۳/۲ درصد از سطح شهر تهران را شامل می‌شو و با مختصات جغرافیایی ۳۵٫۷۲۱۱۱۸۶٬۵۱٫۳۹۹۴۶۷۲ در مرکز تهران قرار دارد. این منطقه با ۲۱۳۷ هکتار وسعت از جهت شرق شمال و جنوب به ترتیب به وسیله بزرگراه‌های چمران مدرس متن و محور انقلاب آزادی محصور شده است. منطقه شش بر اساس سرشماری سال ۱۳۹۵ جمعیتی بالغ ۲۵۱۳۸۴ نفر دارد. مجموعاً معادل ۳ درصد مساحت شهر تهران و قریب به ۳ درصد کل تهران را در خود جای داده است.در حال حاضر بیش از سی درصد ساختمان‌های حکومتی دولتی نهادها و بانک‌های دولتی و خصوصی و ارگان‌های اصلی کشور را در خود جای داده است.
منطقه ۶ استقرار یافته است. همچنین مستند به گزارشی دیگر جمعیت این منطقه براساس سرشماری سال ۱۳۹۵ ایران، ۲۵۱٬۳۸۴ نفر (۸۵٬۰۹۲ خانوار) شامل ۱۲۳٬۱۶۱ مرد و ۱۲۸٬۲۲۳ زن است.

### مزیت
مجموعه عوامل یادشده به همراه شبکه دسترسی به حمل و نقل عمومی، تنوع دسترسی اعم از شبکه بزرگراهی تهران، اتوبوس تندرو، مترو، پایانه‌های متعدد اتوبوسرانی و… سبب افزایش مزیت نسبی تقاضا برای تأمین کاربری‌های رده منطقه‌ای، شهری، ملی و حتی فراملی شده است. همچنین در بررسی‌هایی عنوان شده است خوابگاه‌های دانشجویی در منطقه شش تهران، بافت جمعیتی و اجتماعی این منطقه را کاملاً تحت تأثیر قرار داده است.

## محله‌ها
بر اساس گزارش سایت شهرداری منطقه و نیز وب سایت مدیریت محله، این منطقه تا سال ۱۴۰۰ دارای چهارده محله است.منطقه شش برابر تقسیمات شش‌گانه نواحی شهری واحدهای کوچکتری به نام محله تقسیم می‌شود؛ تعداد محله‌های منطقه در گذشته ۱۸ محله بوده است. از سال ۱۴۰۰ دارای ۱۴ محله است. بر اساس تقسیمات درونی متوسط مساحت نواحی ۳۵۷ هکتار است و متوسط جمعیت آن نیز به‌طور تقریبی ۳۸ هزار و ۳۳۰ نفر اعلام شده است. در این میان کم جمعیت‌ترین، ناحیه یک و پرجمعیت‌ترین ناحیه نیز چهار عنوان شده است. به لحاظ وسعت نواحی سه و چهار به ترتیب کوچک‌ترین و بزرگ‌ترین نواحی این منطقه هستند. از محله‌های دانشگاه تهران (وصال) و ایرانشهر کم جمعیت‌ترین و محله‌های یوسف‌آباد، فاطمی و امیرآباد هم پرجمعیت‌ترین محله‌ها عنوان شدند.
- امیرآباد
- بهجت‌آباد
- یوسف‌آباد
- ایرانشهر
- ولیعصر
- دانشگاه تهران (وصال)
- جمشیدآباد (جمالزاده سابق)
- کشاورز
- سنائی
- فاطمی
- جهاد
- نظامی گنجوی
- شهرک والفجر
- ساعی

## مراکز مهم

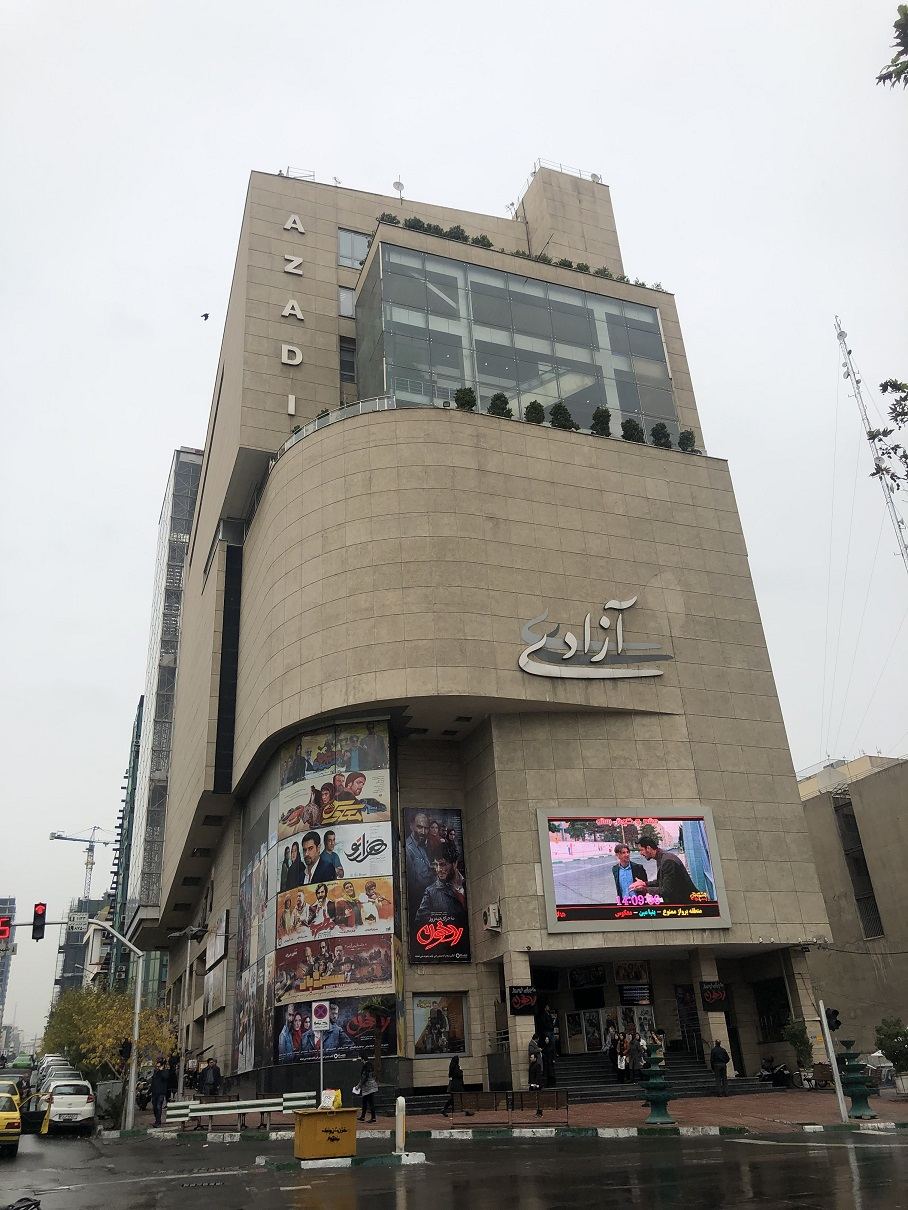
سینما آزادی

بیش از سی درصد مراکز دولتی و اداری تهران در منطقه شش شهرداری تهران قرار دارد و همچنین مراکز متعدد علمی و آموزشی و درمانی و نیز سینما و مراکز فرهنگی و … از جمله مراکز موجود در این منطقه است.
مراکز علمی
- دانشگاه امیر کبیر
- دانشگاه تهران
- دانشگاه تربیت مدرس
- دانشکده اقتصاد دانشگاه علامه طباطبائی
- دانشکده‌های مدیریت اقتصاد و علوم مالی خوارزمی

مراکز فرهنگی
- فرهنگسرای سرو:
- فرهنگسرای شفق:
- سینما آزادی
- سینما آفریقا
- سینما استقلال
- سینما بولوار
- سینما بهمن
- سینما پیام
- سینما سپیده
- سینما عصر جدید
- سینما فردوسی
- سینما فلسطین
- سینما قدس
- ایوان شمس
- خانه هنرمندان ایران
- موزه فرش
- موزه هنرهای معاصر تهران
- تئاتر گلریز
- خانه فرهنگ گل‌ها
- کتابخانه شهید جهان‌آرا
- خانه موزه علی شریعتی

بوستان‌ها
- پارک ساعی
- پارک لاله
- پارک هنرمندان
- پارک شفق
- پارک اسدآبادی
- پارک قزل قلعه
- بوستان نظامی گنجوی
- بوستان اقاقیا

## حمل نقل عمومی
دسترسی به شبکه حمل و نقل عمومی اعم از اتوبوس تندرو، مترو، ایستگاه‌های تاکسی و شبکه بزرگراهی از ویژگی این منطقه است.
بزرگراه
منطقه شش شهرداری تهران از طریق بزرگراه همت، بزرگراه چمران و بزرگراه مدرس به شبکه بزرگراهی تهران دسترسی دارد.
اتوبوس تندرو
همچنین سامانه اتوبوس تندرو آزادی - تهرانپارس و پایانه جنوب- پارک وی دارای ایستگاه‌هایی متعدد در این منطقه است. پایانه‌های اتوبوس و نیز ایستگاه‌های متعدد تاکسی از دیگر امکان‌های حمل و نقل عمومی در این منطقه است.
مترو
- ایستگاه متروی طالقانی
- ایستگاه متروی توحید
- ایستگاه متروی فردوسی
- ایستگاه متروی میدان ولیعصر
- ایستگاه متروی میدان انقلاب اسلامی
- ایستگاه متروی میدان جهاد
- ایستگاه متروی میرزای شیرازی
- ایستگاه متروی شهدای هفت تیر
- ایستگاه متروی دروازه دولت
- ایستگاه متروی دانشگاه تربیت مدرس
- ایستگاه متروی مدافعان سلامت
- ایستگاه متروی بوستان لاله
- ایستگاه متروی کارگر